# Godfather Buried Alive
Godfather Buried Alive (översättning Gudfadern Levande Begraven), är det andra albumet utgivet av rapparen Shyne. Albumet släpptes 2004, under rapparens dåvarande fängelsestraff. Vid den här tiden hade han avtjänat 4 år av sitt 10-åriga straff.

## Låtlista
| Nr | Titel                                       | Producent(er)          | Medverkande Gäst(er)  | Tid  | Noteringar                                                            |
| -- | ------------------------------------------- | ---------------------- | --------------------- | ---- | --------------------------------------------------------------------- |
| 1  | "Intro"                                     | Shyne                  |                       | 0:19 |                                                                       |
| 2  | "Quasi O.G."                                | Buckwild               |                       | 4:25 | - Samplar av Bob Marleys "No More Trouble"                            |
| 3  | "More or Less"                              | Kanye West             |                       | 4:37 | - Samplar Lamont Doziers "Rose"                                       |
| 4  | "Behind the Walls (East Coast Gangsta Mix)" | Mike Dean              | Kurupt, Nate Dogg     | 4:29 |                                                                       |
| 5  | "S.H.Y.N.E."                                | Swizz Beatz            | Swizz Beatz, Mashonda | 4:30 |                                                                       |
| 6  | "For the Record"                            | Shyne                  |                       | 4:55 | - Samplar Whodinis "Friends" - 50 Cent diss                           |
| 7  | "Martyr"                                    | Shyne, Chucky Tompson  |                       | 4:12 |                                                                       |
| 8  | "Jimmy Choo"                                | Irv Gotti              | Ashanti               | 3:43 |                                                                       |
| 9  | "Godfather"                                 | Yogi                   |                       | 4:00 |                                                                       |
| 10 | "The Gang"                                  | Shyne, Chucky Thompson | Foxy Brown            | 4:18 | - Samplar Raekwon, med Nas och Ghostface Killahs "Verbal Intercourse" |
| 11 | "Edge"                                      |                        |                       | 4:15 |                                                                       |
| 12 | "Here With Me"                              | Just Blaze             |                       | 4:36 |                                                                       |
| 13 | "Diamonds & Mac 10's"                       | Just Blaze             |                       | 4:38 | - Samplar Morris Alberts "Falling Tears"                              |